# Беловрати мангаби
Беловрати мангаби (лат. Cercocebus lunulatus) је врста примата (Primates) из породице мајмуна Старог света (Cercopithecidae). 

## Распрострањење
Ареал врсте је ограничен на подручје западне Африке.

## Угроженост
Ова врста се сматра угроженом.